# Barbara O’Neal
Barbara O’Neal (ur. 1969 r. w Colorado Springs), znana też jako Barbara Samuel – amerykańska autorka bestsellerowych powieści i romansów.
Przez prawie 10 lat związana zawodowo z branżą gastronomiczną. Mieszka w Colorado Springs razem z mężem.
Autorka ponad 40 powieści. Sześciokrotnie wygrała Romance Writers of America's RITA award. Ostatni raz w 2010 r. powieścią Recepta na miłość. Jej książka Jak znaleźć przepis na szczęście znalazła się w Target Pick Club w 2011 r.
Jej książki publikowane są na całym świecie między innymi we Francji, Niemczech, Włoszech, Australii, Nowej Zelandii, Brazylii oraz w Polsce.

## Publikacje
Powieści:
- Jak znaleźć przepis na szczęście (2012)
- Recepta na miłość (2013)
- Das Glucksrezept (2011)
- The secret of everything (2009)